# Listă de companii din Elveția
Aceasta este o listă de companii din Elveția.

## C
- Credit Suisse

## N
- Nestlé
- Novartis

## R
- Roche

## U
- UBS